# Wejra
A/S Wejra var en dansk våben- og maskinfabrik grundlagt i 1947 og beliggende i Skalborg ved Aalborg (men med kontorer i Smallegade 4 på Frederiksberg). Fabrikken lukkede i 1990. En stor del af våbenproduktionen gik til eksport.

## Historie
Civilingeniør Carl Schrøder – den ene af Radiometers to grundlæggere – var i 1947 medstifter af A/S Wejra, Maskinfabrik og adm. direktør for dette selskab fra 1951 til 1957. De to andre stiftere var civilingeniørerne J.C. Jensen, der havde en fortid på Hærens Laboratorium, og M.P. Weibel, der havde en fortid hos DISA A/S.
Schrøder havde i Finland mødt en ingeniør Donner fra den finske maskin- og ammunitionsfabrik Tampella, og Donner opfordrede Schrøder til at etablere en tilsvarende dansk virksomhed. Den blev først etableret på Sluseholmen i Sydhavnen, men flyttede senere til større forhold. Fabrikken havde succes fra begyndelsen, for det lykkes den at få Hærens Tekniske Korps til at indgå en 10-årig kontrakt til en værdi af 6 mio. kr. USA kunne også se perpektivet i en dansk selvforsyning af ammunition og bestilte 200.000 patroner hos Wejra til en samlet pris af 40 mio. kr.
Weibel var medlem af Wejras bestyrelse til 1975, da han solgte sine aktier til direktør Poul Bilgart, der indtil 1964 havde været ansat 43 år i DISA.
Schrøder blev efterfulgt som direktør af oberst Poul Norup, der indtil 1955 var chef for Forsvarets Krigsmateriel Forvaltnings konstruktionsafdeling og tidligere medlem af Forsvarets Materielnævn. Norup var direktør for Wejra fra 1957 til 1969. 
Wejra var også på bestyrelsesniveau tæt knyttet til Forsvaret. Generalmajor Knud Hee Lindhardt, der var afdelingschef i Forsvarsministeriet til 1963, overgik ved pensionering til Wejras bestyrelse, og i 1980 indtrådte major, senere generalmajor H.C. Engell, tidligere chef for Hærens Materielkommando, i bestyrelsen. I øvrigt indtrådte landsretssagfører Per Markussen i bestyrelsen i oktober 1979 – han var tidligere bestyrelsesmedlem for Terma A/S i Aarhus og fra 1962 formand for den konservative NATO-støtteorganisation, Atlantsammenslutningen. 
Wejra havde desuden et nært samarbejde med Forsvaret egen fabrik, Ammunitionsarsenalet i Elling, og med Jørgen Høyer A/S i Søsum. Wejra købte sprængstof til påfylding af Forsvaret, og Wejras granater blev prøvesprængt af Hæren på øvelsesarealet Stold ved Havnsø i Odsherred.
I løbet af 1960'erne og 1970'erne øgede Wejra sin aktivitet og var bl.a. aktør i de fælles NATO-produktioner af "Sidewinder"- og "Redeye"-missiler. Firmaet indgik også kompensationsordrer, fx i 1976-77, hvor fabrikken leverede 150.000 mortérgranater af størrelsen 120 mm til Vesttyskland som et led i en aftale om 120 Leopard-kampvogne, som dansk militær erhvervede.
Ved siden af våbenproduktionen fabrikerede Wejra også køkkentøj, bl.a. "Rebildgryder", men denne del af virksomheden gav tab.
Aktiekapitalen var i 1966 på 600.000 kr. og der var ca. 100 ansatte. I 1973 var der ca. 150 ansatte. I 1950'erne og 1960'erne havde Wejra en årlig omsætning på 4-500 mio. kr.

### Wejra-skandalen
Tampella-fabrikken løb ind i problemer, da en aftale mellem Sovjetunionen og Finland i 1948 gjorde våbensalg til udlandet ulovligt. Derfor oprettede Tampella et datterselskab, Salgad, som først fik sæde i Luxembourg, senere i Lichtenstein. Salgads direktør var Shlomo Zabludowicz, en polsk jøde, som efter krigen flyttede til Israel, og som optrådte som "forbindelsesofficer" mellem Tampella og den israelske ammunitionsfabrik Soltam. Soltam var ejet af de israelske fagforeninger KOOR, og Zabludowitch var bestyrelsesformand. Måske var Zabludowicz også Mossad-agent.
Wejra indgik i et afhængighedsforhold til det nye selskab Salgad, som skaffede ordrer i NATO-lande for Wejra. De androg ca. 80% af Wejras produktion. Efterhånden som Wejra ekspanderede, var der brug for en ny selskabskonstruktion. Salgad slog derfor halv skade om udgifterne sammen med Wejra og grundlagde i 1962 ejendomsaktieselskabet Salve med en kapital på 400.000 kr., som senere blev forøget til 1,6 mio. kr. Salve havde til formål at udleje fabriksbygninger og maskiner til Wejra. Lejen af de ny fabriksbygninger i Skalborg blev afstemt efter størrelsen af Wejras salg. J.C. Jensen blev direktør for Salve, og i bestyrelsen sad også direktøren for Tampella, Åke H. Kihlman, Shlomo Zabludowicz samt Carl Schrøder.
Allerede denne konstruktion var ulovlig ifølge Krigsmaterielloven, som begrænsede våbenproduktion til "personer, der har dansk indfødsret, og aktieselskaber, som har deres hjemsted her i landet, og i hvis vedtægter det er bestemt, at aktierne skal lyde på navn og at samtlige bestyrelsesmedlemmer, direktører og prokurister skal have dansk indfødsret. Tilladelse kan ikke meddeles, når der i den pågældende virksomhed er eller agtes anbragt udenlandsk kapital" (§ 1, stk. 2).
Poul Bilgart forlod i 1964 sit job i DISA, fordi fabrikken indstillede sin produktion af maskingeværer, som Bilgart havde været eksportør af. I stedet blev han ansat af Zabludowicz i Salgad-firmaet. Bilgart selv meddelte, at han skulle "tiltræde en stilling som rejsende direktør for en udenlandsk verdenskoncern inden for våbenindustrien". Bilgart fik 1966 kontor i samme bygning i Smallegade, hvor Wejra lå. Han blev ansvarlig for våbensalg til Sydamerika, eftersom han talte både spansk og portugisisk.
I 1968 blev Johan Schrøder medlem af bestyrelsen for Wejra, og han avancerede til at være adm. direktør 1971, men forlod posten 1973, da han blev leder af Radiometer.
I 1974 solgte Tampella sit datterselskab Salgad til KOOR. Det ændrede på Wejras allerede indviklede ejerforhold, og situationen var således, at KOOR (de israelske fagforeninger) ejede Salgad, som igen ejede halvdelen af Salve, som lejede bygninger og maskiner ud til Wejra. Samtidig var Salgad ansvarlig for, at Wejras produktion blev afsat.
I august samme år henvendte Zabludowicz sig til Johan Schrøder og Poul Bilgart med henblik på at overtage Wejra med Bilgart som stråmand. Han ønskede, at Wejra skulle sælges til Bilgart, og at Salgad i Lichtenstein skulle købe de sidste 50 pct. af aktierne i Salve. Vel vidende, at en sådan handel kunne give problemer, henvendte Bilgart sig til bestyrelsesmedlemmet Per Markussen, som med sin juridiske ekspertise og sin erfaring fra Terma må formodes at kunne udrede de juridiske aspekter. Markussen spurgte så kontorchef Uffe Kornerup til råds, for Kornerup var ansat i Justitsministeriets 4. kontor, som administrerede Krigsmaterielloven. Kornerup gav grønt lys til handelen med det argument, at Bilgart var dansk statsborger.
7. december samme år fløj Zabludowicz til København for at mødes med J.C. Jensen og Johan Schrøder. Mødet fandt sted på Hotel d'Angleterre, hvor herrerne endte med at skrive to tal ned: 1.065.000 D-mark og 65.000 D-mark. Det sidstnævnte tal var den officielle købspris for Wejra, mens det førstenævnte var, hvad Wejras sælgere fik "under bordet". Handelen blev udført i maj 1975, hvor  Bilgart erhvervede aktierne i Wejra fra Johan Schrøder, J.C. Jensen og M.P. Weibel. 9. juni udbetalte Zabludowitch pengene i Frankfurt am Main. J.C. Jensen tog ½ million med sig hjem, mens han indsatte resten af beløbet på bankkonti i Schweiz og Vestberlin.
Uheldigvis gav M.P. Weibel sin søn, Bent Weibel, fuldmagt til at hæve fra kontoen i Vestberlin. Bent Weibel solgte elektronik til GRU, den russiske militære efterretningstjeneste, og blev kort efter anholdt og sigtet for spionage. I forlængelse af denne helt anden sag opdagede Politiets Efterretningstjeneste kontoen i Berlin, og sagen blev overdraget til Bagmandspolitiet. De ledende personer blev anholdt, og Wejras kontorer ransaget.

### Domsafsigelsen
12. marts 1980 faldt der dom i sagen om Wejra i Frederiksberg Birkeret, hvor dommer Ellen Larsen afsagde sin sidste dom inden sin pensionering: Johan Schrøder og Jens Christian Jensen blev idømt 8 måneders betinget fængsel for overtrædelse af Skatteloven (skattesvig) og Krigsmaterielloven. Begge skulle de betale 200.000 kr. i bøde og efterbetale 223.000 kr. De fik samtidig konfiskeret en valutagevinst på 110.000 kr. Poul Børge Bilgart blev dømt til at betale en bøde på 30.000 kr. for sit arbejde som stråmand for Salgad.

### Blekingegadebandens overvågning
Det er senere kommet frem, at Blekingegadebanden overvågede både Wejra og fabrikkens ledelse på grund af dens kontakter til Israel. Bl.a. opsnappede Torkil Lauesen som postbud i Hellerup sommeren 1983 Poul Bilgarts post. Oplysningerne om fabrikkens direktører og bestyrelsesmedlemmer blev tilføjet til bandens såkaldte "Z-file" over zionistisk virksomhed og videregivet til Folkefronten til Palæstinas Befrielse.

### Ulovlig transport
I 1978 blev det afsløret, at Wejra ulovligt transportede våben på civile skibe, nemlig Mols-Linien og Grenaa-Hundested-færgen. Virksomheden fik en bøde på 2000 kr.

### Senere stråmandshandler under Iran-Irak-krigen
Efter dommen i 1980 fortsatte mange af skikkelserne i personkredsen omkring Wejra deres arbejde i fabrikkens bestyrelse. Det gjaldt således Schlomo Zabludowicz samt Poul Bilgart, der samme år efterfulgte J.C. Jensen som bestyrelsesformand. 28. februar 1980 udtrådte Johan Schrøder af bestyrelsen.
I Salve trådte J.C. Jensen og Johan Schrøder ud af bestyrelsen 18. oktober 1979 og blev erstattet af Per Markussen som formand samt af Schlomo Zabludowitchs søn, Chaim "Poju" Zabludowicz.
I 1980'erne var civilingeniør Uggi Mersholm direktør for Wejra, og i hans ledelsestid fortsatte brugen af stråmænd. Både for profittens skyld og af hensyn til Israels sikkerhed ønskede Wejra at holde liv i Iran-Irak-krigen, som kunne tjene til at udmatte Israels fjender. Derfor blev israelske våben i al hemmelighed deklareret som danske Wejra-våben og solgt til Iran, hvor svindlen aldrig blev opdaget. I perioden 1982 til 1987 blev 15 fulde skibslaster med i alt 15.000- 20.000 tons våben afskibet fra den israelske havneby Haifa, mens de forfalskede lastepapirer typisk viste, at de anonyme containere var bragt om bord i franske eller italienske havne. Handlen androg ca. 4 mia. kr. Igen spillede Schlomo Zabludowicz en nøglerolle som mellemmand. Wejra gav på dette tidspunkt underskud og nærmede sig en lukning. Den hemmelige våbenhandel, som bortset fra tilfælde af dokumentfalsk angiveligt ikke var ulovlig i Danmark, forlængede Wejras levetid, men fabrikken lukkede i 1990.

## Produktion
I sin tid som våbenproducent fremstillede Wejra ammunitionsdele, ammunition til maskinkanoner, raketter til fly, artilleriammunition, morterammunition, raketvåben og øvelsesgranater. Fra 1951 producerede Wejra mortergranater til Hæren. Fabrikken fremstillede artilleri- og mortérammunition efter det finske system Tampella.
Væsentlige leverancer:
- 10-årig kontrakt med Hærens Tekniske Korps til en værdi af 6 mio. kr.
- USA bestiller 200.000 patroner hos Wejra til en samlet pris af 40 mio. kr.
- 1960: 40 mm antiluftskytsgranater til Vesttyskland for 10 mio. kr.
- 1976: 150.000 120 mm mortérgranater til Vesttyskland
- Et parti 105 mm mortérgranater til Sverige, formentlig Bofors
- Granater til Israel[4]